# 鈴木一実
鈴木 一実（すずき ひとみ、1986年9月4日 - ）は、埼玉県出身のバスケットボール選手である。ニックネームは「オウ」。ポジションはフォワード。シャンソンVマジック所属。

## 来歴
児玉高から、トヨタ自動車に入社。
2009年には日本代表候補にも選ばれた。
2016年に新潟県のアオーレ長岡で13年ぶりに開催されたWJBLオールスターゲームで 
WESTチームとしてファン投票により選出され出場した。
2017年、シャンソンVマジックに移籍。

## 経歴
- 田島中学校
- 児玉高校 - トヨタ自動車（2005年〜2017年） - シャンソン（2017年～）